# Termonatrita
La termonatrita es un mineral de la clase de los minerales carbonatos y nitratos. Fue descubierta en 1845 en el monte Vesubio, en la región de la Campania (Italia), siendo nombrada así del griego thermos -calor- y natron -sodio-, en alusión a su origen por calentamiento.

## Características químicas
Es un carbonato hidratado de sodio.
Se deshidrata rápidamente, alterándose en natrita (Na2CO3). Puede originarse por hidratación de esta natrita.

## Formación y yacimientos
Típicamente en suelos o yacimientos provenientes de la evaporación de lagos salinos, tipo evaporita, desecados en climas áridos. Más raramente aparece en fumarolas volcánicas, así como en vetas hidrotermales relacionadas con carbonatitas.
Suele encontrarse asociado a otros minerales como: trona, natrón o halita.